# Otto Eléspuru Revoredo
Otto Eléspuru Revoredo (Lima, 1 de diciembre de 1924-9 de junio de 2017) fue un militar peruano, que ostentó el grado de General de Ejército y ejerció como Comandante en Jefe del Ejército del Perú de junio a diciembre de 1981. Fue ministro de Educación en el gobierno de Francisco Morales Bermúdez, de 1977 a 1978.

## Biografía

### Familia y primeros años
Otto Eléspuru Revoredo nació en Lima el 1 de diciembre de 1924. Fue hijo del mayor Juan Norberto Eléspuru Báez; nieto del general Juan Norberto Eléspuru Laso de la Vega; bisnieto del general Norberto Eléspuru Martínez de Pinillos; y tataranieto del mariscal Juan Bautista Eléspuru Montes de Oca. Se casó con Lily Nesanovich Bakula (fallecida el 4 de setiembre de 2007) con quien tuvo tres hijos: Amabilia, Lily y Otto Eléspuru Nesanovich (este último fallecido en 2018).
Hizo sus estudios escolares en el Colegio La Recoleta de Lima.

### Formación académica
Ingresó a la Escuela Militar de Chorrillos en 1943, egresando en 1947, como oficial del arma de Infantería, integrando la 49.ª Promoción “Tarapacá”.
En 1955 ingresó a la Escuela Superior de Guerra. Después realizó estudios de perfeccionamiento en el curso avanzado de infantería en Fort Benning, Georgia, Estados Unidos; así como estudios de actualización en el curso de oficiales de Estado Mayor; y otro de instrucción superior en el curso de Estado Mayor Conjunto y Defensa Nacional.
También fue alumno del Centro de Altos Estudios Militares (CAEM), del que egresó en 1971.
Posteriormente, estando ya retirado, ingresó a la Pontificia Universidad Católica del Perú y estudió la carrera de arqueología (1985-1987), titulándose como arqueólogo.

### Carrera profesional
Fue director de la Escuela Militar de Chorrillos en 1967. Al ascender a general de Brigada en 1972, fue nombrado como director de Economía del Ejército y comandante general de la Octava División de Infantería en Lobitos (Talara, Piura) y luego fue nombrado ministro de Educación en 1977, ascendiendo a general de División en dicho puesto. Posteriormente fue designado como comandante general de Reservas del Ejército, inspector general del Ejército, jefe del Estado Mayor general del Ejército y comandante general del Ejército, pasando al retiro en 1981.
Fue también investigador principal del área de Educación INIDEN, miembro del Directorio de INIDEN, vicepresidente de la Sociedad Zoológica del Perú, presidente del Instituto Arqueológico del Perú y miembro del Foro Educativo.

### Ministro de Educación
El 1 de enero de 1977 fue nombrado ministro de Educación por el presidente Francisco Morales Bermúdez, sucediendo al general Ramón Miranda. Continuó con los lineamientos básicos de la reforma educativa iniciada en 1972 por el anterior gobierno de Velasco, aunque desmontándola de su aspecto ideológico.
Durante su gestión impulsó la educación inicial para colocarla al mismo nivel que la básica y la superior. Por primera vez se realizaron elecciones en las universidades. Contrató con la Editorial Santillana setecientos mil textos escolares editados especialmente para la educación peruana. Impulsó la instalación de módulos de laboratorio para las Escuelas Superiores de Educación Profesional (ESEPS) y las escuelas laborales. Llevó adelante el proceso de regionalización de la educación, para la cual se crearon las Direcciones Departamentales en todo el país.
El 8 de mayo de 1978, el sindicato magisterial SUTEP inició una huelga general indefinida que duró 81 días, concluyendo con la firma de un acta entre el gobierno de Morales Bermúdez y dicho sindicato, por la cual el gobierno se comprometía, entre otras cosas, a reconocer al gremio, levantar el receso de la Universidad La Cantuta, nombrar a los profesores contratados e interinos y la creación de un fondo especial para aumentar el sueldo de los profesores. Sin embargo, las tensiones con el gremio continuaron.

### Fallecimiento
Falleció en Lima, el 9 de junio de 2017, a la edad de 92 años.

## Premios y reconocimientos
Ha sido condecorado por el gobierno de su país, así como los de España, Venezuela, Argentina y Chile. En el Perú ha recibido también varias condecoraciones militares y policiales.
- Orden El Sol del Perú en el grado de Gran Oficial (1971)[8]
- Orden al Mérito por Servicios Distinguidos en el grado de Gran Cruz
- Orden Militar Ayacucho en el grado de Oficial y Gran Cruz
- Cruz Peruana al Mérito Militar en el grado de Oficial, Caballero, Comendador, Gran Oficial y Gran Cruz
- Orden FAP Capitán Quiñones en el grado de Gran Cruz
- Orden al Mérito Naval en el grado de Gran Cruz
- Orden de la Guardia Civil del Perú en el grado de Gran Cruz
- Orden de la Policía de Investigaciones del Perú en el grado de Gran Cruz
- Orden de la Guardia Republicana en el grado de Gran Cruz.
- Orden de las Palmas Magisteriales en el grado de Gran Cruz[cita requerida]
- Orden de los Laureles Deportivos
- Orden de Alfonso X el Sabio (España) en el grado de Gran Cruz
- Orden de Bernardo O'Higgins (Chile) en el grado de Caballero y Gran Cruz
- Orden del Libertador San Martín (Argentina) en el grado de Gran Oficial
- Orden Vasco Núñez de Balboa (Panamá) en el grado de Gran Cruz
- Gran Estrella al Mérito Militar (Argentina) en el grado de Gran Oficial
- Orden del Sol de Carabobo de la República de Venezuela, en su primer grado
- Orden Fundadores de la Independencia del Perú

## Genealogía
| \| \| \| \| \| \| \| \| \| \| \| \| \| \| \| \| \| \| \| \| 16. Juan Bautista Eléspuru y Montes de Oca \| \| \| \| \| \| \| \| \| \| \| \| \| \| \| \| \| \| \| \| \| \| \| \| \| \| \| \| \| \| \| \| \| \| \| \| \| \| \| \| \| \| \| \| \| \| \| \| \| \| \| \| \| \| 8. Norberto Eléspuru y Martínez de Pinillos \| \| \| \| \| \| \| \| \| \| \| \| \| \| \| \| \| \| \| \| \| \| \| \| \| \| \| \| \| \| \| \| \| \| \| \| \| \| \| \| \| \| \| \| \| \| \| \| \| \| \| \| \| \| 17. María Natividad Martínez de Pinillos y Cacho \| \| \| \| \| \| \| \| \| \| \| \| \| \| \| \| \| \| \| \| \| \| \| \| \| \| \| \| \| \| \| \| \| \| \| \| \| \| \| \| \| \| \| \| \| \| \| \| \| \| \| \| \| \| 4. Juan Norberto Eléspuru Laso de la Vega \| \| \| \| \| \| \| \| \| \| \| \| \| \| \| \| \| \| \| \| \| \| \| \| \| \| \| \| \| \| \| \| \| \| \| \| \| \| \| \| \| \| \| \| \| \| \| \| \| \| \| \| \| \| 18. Benito Laso de la Vega y Quijano \| \| \| \| \| \| \| \| \| \| \| \| \| \| \| \| \| \| \| \| \| \| \| \| \| \| \| \| \| \| \| \| \| \| \| \| \| \| \| \| \| \| \| \| \| \| \| \| \| \| \| \| \| \| 9. Juana Manuela Laso de la Vega y los Ríos \| \| \| \| \| \| \| \| \| \| \| \| \| \| \| \| \| \| \| \| \| \| \| \| \| \| \| \| \| \| \| \| \| \| \| \| \| \| \| \| \| \| \| \| \| \| \| \| \| \| \| \| \| \| 19. Juana Manuela de los Ríos y Tamayo de Mendoza \| \| \| \| \| \| \| \| \| \| \| \| \| \| \| \| \| \| \| \| \| \| \| \| \| \| \| \| \| \| \| \| \| \| \| \| \| \| \| \| \| \| \| \| \| \| \| \| \| \| \| \| \| \| 2. Juan Norberto Eléspuru Báez \| \| \| \| \| \| \| \| \| \| \| \| \| \| \| \| \| \| \| \| \| \| \| \| \| \| \| \| \| \| \| \| \| \| \| \| \| \| \| \| \| \| \| \| \| \| \| \| \| \| \| \| \| \| 5. María Eugenia Báez \| \| \| \| \| \| \| \| \| \| \| \| \| \| \| \| \| \| \| \| \| \| \| \| \| \| \| \| \| \| \| \| \| \| \| \| \| \| \| \| \| \| \| \| \| \| \| \| \| \| \| \| \| \| 1. Otto Eléspuru Revoredo \| \| \| \| \| \| \| \| \| \| \| \| \| \| \| \| \| \| \| \| \| \| \| \| \| \| \| \| \| \| \| \| \| \| \| \| \| \| \| \| \| \| \| \| \| \| \| \| \| \| \| \| \| \| 3. Fanny Ignacia Revoredo Miranda \| \| \| \| \| \| \| \| \| \| \| \| \| \| \| \| \| \| \| \| \| \| \| \| \| \| \| \| \| \| \| \| \| \| \| \| \| \| \| \| \| \| \| \| \| \| \| \| \| \| \| \| |                                                   |  |  |  |  |  |  |  |  |  |  |  |  |  |  |  |
| |                                                   |  |  |  |  |  |  |  |  |  |  |  |  |  |  |  |
| | 16. Juan Bautista Eléspuru y Montes de Oca        |  |  |  |  |  |  |  |  |  |  |  |  |  |  |  |
| |                                                   |  |  |  |  |  |  |  |  |  |  |  |  |  |  |  |
| |                                                   |  |  |  |  |  |  |  |  |  |  |  |  |  |  |  |
| | 8. Norberto Eléspuru y Martínez de Pinillos       |  |  |  |  |  |  |  |  |  |  |  |  |  |  |  |
| |                                                   |  |  |  |  |  |  |  |  |  |  |  |  |  |  |  |
| |                                                   |  |  |  |  |  |  |  |  |  |  |  |  |  |  |  |
| | 17. María Natividad Martínez de Pinillos y Cacho  |  |  |  |  |  |  |  |  |  |  |  |  |  |  |  |
| |                                                   |  |  |  |  |  |  |  |  |  |  |  |  |  |  |  |
| |                                                   |  |  |  |  |  |  |  |  |  |  |  |  |  |  |  |
| | 4. Juan Norberto Eléspuru Laso de la Vega         |  |  |  |  |  |  |  |  |  |  |  |  |  |  |  |
| |                                                   |  |  |  |  |  |  |  |  |  |  |  |  |  |  |  |
| |                                                   |  |  |  |  |  |  |  |  |  |  |  |  |  |  |  |
| | 18. Benito Laso de la Vega y Quijano              |  |  |  |  |  |  |  |  |  |  |  |  |  |  |  |
| |                                                   |  |  |  |  |  |  |  |  |  |  |  |  |  |  |  |
| |                                                   |  |  |  |  |  |  |  |  |  |  |  |  |  |  |  |
| | 9. Juana Manuela Laso de la Vega y los Ríos       |  |  |  |  |  |  |  |  |  |  |  |  |  |  |  |
| |                                                   |  |  |  |  |  |  |  |  |  |  |  |  |  |  |  |
| |                                                   |  |  |  |  |  |  |  |  |  |  |  |  |  |  |  |
| | 19. Juana Manuela de los Ríos y Tamayo de Mendoza |  |  |  |  |  |  |  |  |  |  |  |  |  |  |  |
| |                                                   |  |  |  |  |  |  |  |  |  |  |  |  |  |  |  |
| |                                                   |  |  |  |  |  |  |  |  |  |  |  |  |  |  |  |
| | 2. Juan Norberto Eléspuru Báez                    |  |  |  |  |  |  |  |  |  |  |  |  |  |  |  |
| |                                                   |  |  |  |  |  |  |  |  |  |  |  |  |  |  |  |
| |                                                   |  |  |  |  |  |  |  |  |  |  |  |  |  |  |  |
| | 5. María Eugenia Báez                             |  |  |  |  |  |  |  |  |  |  |  |  |  |  |  |
| |                                                   |  |  |  |  |  |  |  |  |  |  |  |  |  |  |  |
| |                                                   |  |  |  |  |  |  |  |  |  |  |  |  |  |  |  |
| | 1. Otto Eléspuru Revoredo                         |  |  |  |  |  |  |  |  |  |  |  |  |  |  |  |
| |                                                   |  |  |  |  |  |  |  |  |  |  |  |  |  |  |  |
| |                                                   |  |  |  |  |  |  |  |  |  |  |  |  |  |  |  |
| | 3. Fanny Ignacia Revoredo Miranda                 |  |  |  |  |  |  |  |  |  |  |  |  |  |  |  |
| |                                                   |  |  |  |  |  |  |  |  |  |  |  |  |  |  |  |
| |                                                   |  |  |  |  |  |  |  |  |  |  |  |  |  |  |  |